# L'Arroseur arrosé
Pour les articles homonymes, voir L'Arroseur arrosé (homonymie).
Pour plus de détails, voir Fiche technique et Distribution.
L'Arroseur arrosé, initialement intitulé Le Jardinier et le Petit Espiègle puis Arroseur et Arrosé, est un film réalisé par Louis Lumière, dont il existe trois versions.
Il est montré pour la première fois le 21 septembre 1895, à La Ciotat, au cours d'une projection privée, puis mis à l'affiche des projections payantes organisées par les frères Lumière à Paris dans le Salon indien du Grand Café, boulevard des Capucines, à partir du 28 décembre 1895, première projection historique de « vues photographiques animés » (nom donné par Louis Lumière à ses films). 
Tourné et présenté en 1895, il est considéré comme le premier film de fiction ou le premier "récit" cinématographique et le premier film comique.

## Description
Un jardinier arrose son jardin. Un enfant, arrivé par derrière, met le pied sur le tuyau d'arrosage. L'homme regarde le bec du tuyau, pensant qu'il est bouché. Le petit espiègle retire son pied et le jardinier est aspergé. Il court ensuite après le jeune garçon, l'attrape, lui donne une fessée et (dans la seconde version du film) l'arrose à son tour.

## Fiche technique

Sculpture représentant le jardinier du film, Jardin de la Ville, La Ciotat.

- Titre original : Le Jardinier et le petit espiègle
- Titre plus tardif : Arroseur et arrosé
- Titre retenu par l'histoire : L'Arroseur arrosé
- Réalisation : Louis Lumière
- Production : Société Lumière
- Photographie : Louis Lumière
- Pays d'origine :  France
- Format : 35 mm, à 2 perforations rondes Lumière par photogramme, noir et blanc, muet
- Durée : 49 secondes environ (17 m de pellicule)
- Dates de sortie :
  -  France : 21 septembre 1895 (première projection privée à La Ciotat) ; 28 décembre 1895 (première projection publique à Paris)

## Distribution
- François Clerc : le jardinier
- Léon Trotobas[4], puis Benoît Duval : le garçon

## À propos du titre

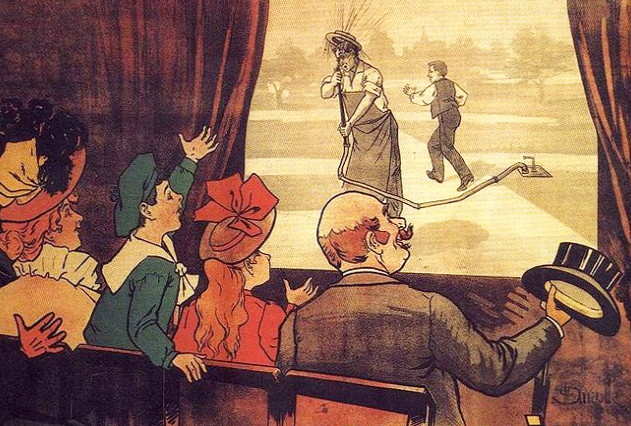
Image du film représentée sur une affiche de Marcellin Auzolle en 1896.

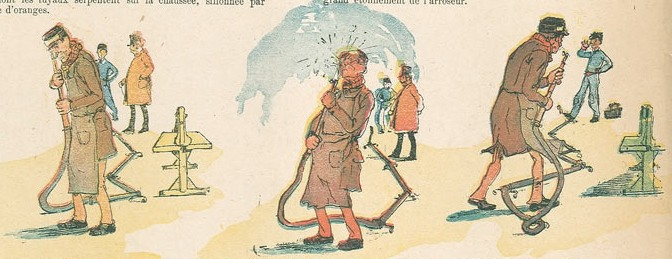
L'Arroseur d’Hermann Vogel (1887).

L'Arroseur arrosé est un titre donné à deux « vues comiques » réalisées par Louis Lumière, sorties en 1895. La société Lumière nomme ses bobineaux de court métrage des « vues photographiques animées », à l'instar des vues fixes sur verre qu'elle commercialise depuis longtemps avec succès — le mot anglais film s'impose plus tard, adapté au cinéma pour la première fois par Thomas Edison en 1891, quand il met au point avec son assistant William Kennedy Laurie Dickson le format 35 mm, encore en usage de nos jours, et que Dickson tourne les premiers « films Edison ». 
Le synopsis est adapté d'une page humoristique d’Hermann Vogel, fameuse à l'époque. 
En fait, aucun des trois films n'a porté le célèbre titre. La première version est intitulée Le Jardinier et le Petit Espiègle, les autres : Arroseur et Arrosé, cette appellation étant la seule à être inscrite dans le catalogue Lumière, mais c'est bien sous le titre L'Arroseur arrosé que cette œuvre est retenue par l'histoire du cinéma. La raison qui força la société Lumière à tourner de nouvelles versions, aussi bien pour L'Arrivée d'un train en gare de La Ciotat que pour cette vue comique, était l'usure prématurée du négatif originel, systématiquement utilisé dans les premiers temps pour le tirage des nombreuses copies positives achetées par des particuliers ou des forains. Plus tard, les copies positives seront obtenues à partir d'un internégatif, un double du négatif d'origine qui sera ainsi préservé.
L'expression « arroseur arrosé » est entrée dans le langage courant et désigne celui qui commet une action qui se retourne contre lui.

## Contexte et analyse
Véritables piliers culturels, ces films sont particulièrement célèbres dans le monde entier. Ce sont les premières vues photographiques animées à suivre un scénario préétabli. 
Avant Louis Lumière, Émile Reynaud imagine dès 1892 des scénarios plus complexes, de 1 à 5 minutes, pour ses pantomimes lumineuses projetées dans son Théâtre optique au sous-sol du Musée Grévin. Ses bandes sont à la fois les premières fictions du cinéma et les premiers dessins animés, peints directement sur une pellicule de 70 mm de large constituée de carrés de gélatine recouverts de gomme laque pour les protéger. Reynaud est le premier dans l'histoire du cinéma à utiliser le slapstick, par exemple dans son film Autour d'une cabine (1894).
La vue photographique animée est tournée dans le jardin de la propriété de la famille Lumière à La Ciotat, « Les Terres rousses », qui existait encore en 1960. L'arroseur arrosé est le jardinier des Lumière, et le chenapan est, dans la première version, un jeune électricien de La Ciotat travaillant sur la propriété des Lumière, et dans la seconde le fils d'un ouvrier de leur usine.

## Remakes
- L'Arroseur, réalisé par Georges Meliès (1896)
- L'Arroseur arrosé, réalisé par Alice Guy (1897)
- On se moque du jardinier (A Joke on the Gardener), réalisé par James Bamforth (1900)